# Hugo Berly
Hugo Berly (31 de dezembro de 1941 - 24 de dezembro de 2009) foi um futebolista chileno. Ele competiu na Copa do Mundo FIFA de 1966, sediada na Inglaterra.